# Volksbank Ermstal-Alb
Die Volksbank Ermstal-Alb eG ist eine deutsche Genossenschaftsbank mit Sitz in Metzingen im Landkreis Reutlingen (Baden-Württemberg).

## Geschichte
Die Volksbank Metzingen wurde 1867 unter dem Namen „Gewerbebank Metzingen“ gegründet. Wesentliche Meilensteine waren u. a. die Fusion der Volksbank Metzingen eG mit der Volksbank Bad Urach eG im Jahr 2000 zur Volksbank Metzingen-Bad Urach eG und die Fusion der Volksbank Metzingen-Bad Urach eG mit der VR-Bank Alb eG im Jahr 2015 zur jetzigen Volksbank Ermstal-Alb eG. Im Jahre 2018 fusionierte die Raiffeisenbank Vordere Alb eG mit der Volksbank Ermstal-Alb.

## Rechtsgrundlagen
Rechtsgrundlagen der Bank sind das Genossenschaftsgesetz und die Satzung. Die Organe der Genossenschaftsbank sind der Vorstand, der Aufsichtsrat und die Vertreterversammlung. Die Bank ist der amtlich anerkannten BVR Institutssicherung GmbH und der zusätzlichen freiwilligen Sicherungseinrichtung des Bundesverbandes der Deutschen Volksbanken und Raiffeisenbanken e. V. angeschlossen.

## Niederlassungen
Die Volksbank Ermstal-Alb eG unterhält 19 Geschäftsstellen in den Gemeinden Bad Urach, Dettingen, Hohenstein, Hülben, Lichtenstein, Metzingen, Riederich, Sonnenbühl, St. Johann, Trochtelfingen, Grabenstetten und Erkenbrechtsweiler.

## Stiftung
Stiftung der Volksbank Ermstal-Alb
Die Stiftung der Volksbank Ermstal-Alb wurde am 8. Dezember 2010 vom Regierungspräsidium Tübingen anerkannt und mit einem Startkapital von 500.000 Euro ausgestattet. Der Sitz der Stiftung ist in Metzingen. Sie ist selbstlos tätig und verfolgt ausschließlich und unmittelbar gemeinnützige, mildtätige und kirchliche Zwecke im Geschäftsgebiet der Volksbank Ermstal-Alb eG.

## Ausbildung
Das Ausbildungsangebot reicht von der 2,5-jährigen Ausbildung zur Bankkauffrau/zum Bankkaufmann über die 2-jährige Ausbildung zur Bankkauffrau/zum Bankkaufmann mit Zusatzqualifikation Privates Vermögensmanagement bis hin zum 3-jährigen dualen Studium an der DHBW Stuttgart zum Bachelor of Arts (B.A.) BWL-Bank.
Darüber hinaus bietet die Volksbank Ermstal-Alb eG Ausbildungsplätze für den Beruf Kauffrau/Kaufmann für Digitalisierungsmanagement an.